# Walter Turza
Walter Turza (* 4. August 1890 in Olbersdorf/Österreichisch Schlesien; † 8. Februar 1961 in Bad Ischl) war ein österreichischer SS-Führer, der zu den Begründern der SS in Österreich gehörte.

## Leben
Turza war der Sohn eines Staatsbeamten. Er besuchte die Volks- und Bürgerschule und absolvierte danach eine Ausbildung zum Elektrotechniker. Seinen Militärdienst hatte er 1911 geleistet. Er nahm als Soldat der Artillerie mit der k.u.k. Armee durchgehend am Ersten Weltkrieg teil und war in Russland und an der Italienfront eingesetzt.
Nach Kriegsende betrieb er ein Elektrogeschäft. Er trat der SA und am 13. September 1926 der NSDAP bei (Mitgliedsnummer 51.282). Turza baute in Wien 1929 aus dem SA-Sturm 33 den ersten SS-Trupp in Österreich auf, der im ersten Jahr seines Bestehens noch der SA unterstand, zum 1. Januar 1930 trat er offiziell der SS bei (SS-Nummer 2.389). Ab 1931 führte er die SS-Standarten 11, 37 sowie 38. Mit der Leitung der österreichischen SS wurde jedoch bald der reichsdeutsche Walter Graeschke betraut, mit dem Tura in schwere Kompetenzstreitigkeiten und Konflikte geriet. Turza wurde durch Graeschkes Anhänger der Geldverschwendung bezichtigt. Turza selbst wurde nach der Drohung, SS-Interna auszuplaudern, sofern er nicht befördert würde, durch Reichsführer SS Heinrich Himmler im November 1932 wegen Erpressung aus der SS ausgeschlossen. Durch Theodor Habicht folgte auch Turzas Ausschluss aus der NSDAP. Versuche Turzas mittels Bittbriefen an hohe NS-Funktionäre doch wieder in diese NS-Organisationen ausgenommen zu werden, scheitern zunächst. Er wurde aber 1937 dennoch wieder in die SS aufgenommen und leitete danach mehrere SS-Standarten. Zudem wurde er Inspekteur des SS-Oberabschnitts Donau. Nach dem „Anschluss Österreichs“ im März 1938 war er an Arisierungen beteiligt, u. a. hatte er sich gewaltsam einen „Holzbearbeitungsmaschinenbetrieb“ angeeignet. Im April 1944 wurde er zum SS-Oberführer ernannt. Im Spätsommer 1944 sollte er noch zur Waffen-SS eingezogen werden, kam dieser Aufforderung jedoch nicht nach. Er befand sich ab November 1944 wegen einer Herzerkrankung in einem Wiener SS-Lazarett.
Nach dem Ende des Zweiten Weltkrieges wurde er im Internierungslager Glasenbach festgehalten. Durch ein Volksgericht wurde er aufgrund „missbräuchlicher Bereicherung“ und seines hohen Rangs als SS-Oberführer zu zehn Jahren schweren Kerker verurteilt. Krankheitsbedingt wurde er jedoch bereits nach einigen Wochen aus der Haft entlassen. Danach führte er ein Kaffeehaus in Bad Ischl.